# Konferenz von Kairo (1921)

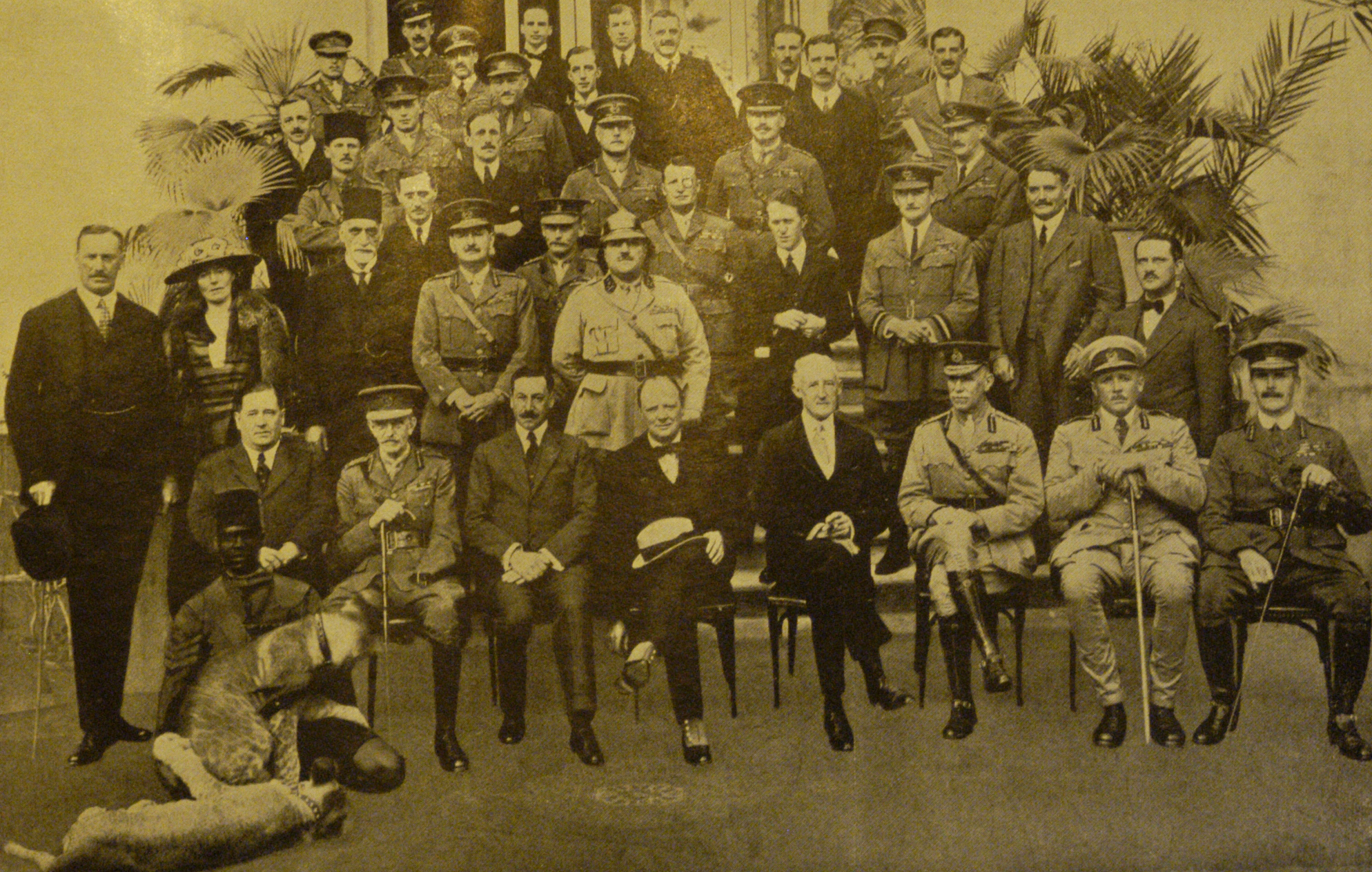
Gruppenbild der Teilnehmer

Die Konferenz von Kairo von 1921, offiziell Middle East Conference held in Cairo and Jerusalem, March 12 to 30, 1921 war eine vom kurz zuvor ernannten Kolonialminister Winston Churchill einberufene geheime Konferenz britischer Regierungsoffizieller, bei der über die zukünftige Politik insbesondere in den Mandatsgebieten Palästina und Mesopotamien beraten wurde. Sie fand vom 12. bis zum 30. März 1921 zuerst im Kairoer Semiramis-Hotel sowie in der zweiten Phase in Jerusalem statt und bestätigte die bereits zuvor praktisch feststehende Entscheidung, die Zusagen an die Dynastie der Haschimiten aus dem Ersten Weltkrieg in der Form umzusetzen, dass Emir Faisal ibn Husain der Thron des zu schaffenden Königreichs Irak angeboten werden sollten. Ferner wurde entschieden, seinem Bruder Abdallah den Titel eines Emirs von Transjordanien anzubieten.

## Vorgeschichte
Mit dem Ende des Ersten Weltkriegs befand sich ein Großteil des Nahen Ostens unter britischer militärischer Kontrolle. Auf der Pariser Friedenskonferenz 1919 waren, nach den Vereinbarungen aus der Kriegszeit, erste Festlegungen bezüglich des Gebiets getroffen worden. Auf der Konferenz von Sanremo vom Frühjahr 1920 wurde beschlossen, die Kriegsvereinbarungen der Briten und Franzosen bezüglich der Besitzungen des Osmanischen Reichs im vorderen Orient (→ Sykes-Picot-Abkommen von 1916) mit Mandaten des Völkerbunds festzuschreiben und dies wurde im Vertrag von Sèvres vom August 1920 bestätigt. Frankreich wurde ermächtigt Syrien und den Libanon zu kontrollieren, Großbritannien (Groß-)Palästina und Mesopotamien. Die Mandatsregelung sah vor, dass die Mandatsmächte die Gebiete im Interesse der ortsansässigen Bevölkerung für eine gewisse Zeit verwalten und auf die eigenstaatliche Unabhängigkeit vorbereiten sollten. Im Raum standen ferner die Zusagen an die Haschimiten zur Unterstützung bei der Schaffung eines arabischen Königreichs (→ Hussein-McMahon-Korrespondenz von 1915/16) und an die Zionisten zur Schaffung einer „nationalen Heimstätte“ für das jüdische Volk in Palästina (→ Balfour-Deklaration von 1917).
Beide Mandatsmächte hatten Schwierigkeiten, die von ihnen angestrebte Kontrolle der ihnen übertragenen Gebiete gegen die arabischen Interessen durchzusetzen. Hatten sie noch in der anglo-französischen Erklärung vom November 1917 den Bevölkerungen der besetzten Länder die freie Wahl der Regierung in Aussicht gestellt, wurde bald deutlich, dass beiden Staaten wesentlich mehr an der Wahrung der eigenen, vor allem ökonomischen Interessen gelegen war. In Syrien, wo Faisal im März 1920 vom Syrischen Nationalkongress zum König ausgerufen worden war, konnten sich die Franzosen erst nach Anwendung militärischer Mittel durchsetzen. In Mesopotamien, wo Abdallah zeitgleich zum König ausgerufen worden war, brach im Sommer 1920 ein großer irakischer Aufstand aus, der von den Briten mit Mühe niedergeschlagen wurde. Zuvor hatte es bereits in Ägypten (→ Revolution in Ägypten 1919) und Palästina (→ Nabi-Musa-Unruhen vom April 1920) gefährliche Unruhen gegeben, was die britische Nahostpolitik vor große Herausforderungen stellte.
In dieser schwierigen Situation wurde im Februar 1921 Winston Churchill zum Nachfolger Alfred Milners als britischer Kolonialminister (Secretary of State for the Colonies) in der Regierung Lloyd George ernannt, eine Entscheidung, die schon Ende 1920 feststand. Er ernannte T. E. Lawrence, den Verbindungsoffizier zu Faisal während der Arabischen Revolte, zu seinem Berater und dieser entfaltete eine intensive Lobbyarbeit zugunsten einer „haschimitischen“ bzw. „scharifischen Lösung“ der Probleme.
Die wichtigsten Beschlüsse der Nahostkonferenz waren bereits in London (unter Einbeziehung Faisals) verabredet worden. Faisal sollte König des Irak werden und durch ein Plebiszit der Iraker bestätigt werden. Das zukünftige Verhältnis sollte durch bilaterale Verträge des Königreichs mit Großbritannien geregelt werden. Abdallahs Rolle war zum Zeitpunkt des Beginns der Konferenz noch unklar. Er befand sich in Amman und drohte von dort, in Syrien einzufallen.

## Die Konferenz
Die Konferenz wurde am 12. März im Semiramis-Hotel in Kairo eröffnet. Unter den Teilnehmern befanden sich lediglich zwei Vertreter der regierten Völker, beide Angehörige der provisorischen Regierung Iraks. Churchill, der sich häufig aus den Beratungen zurückzog und ungeniert seinen Hobbys, der Malerei und Schriftstellerei, nachging, bezeichnete die Zusammenkunft etwas abfällig als „Treffen der Vierzig Räuber“. Auf der Tagesordnung standen drei große Punkte: Irak, Palästina und die Region des Persischen Golfes sowie Aden. Diskutiert wurde neben den politischen Fragen auch über Justiz, Finanzen und Fragen der Besatzungstruppen. Am 22. März lehnte es Churchill ab, mit einer arabischen Delegation aus Palästina in Gespräche über politische Fragen einzutreten, sagte jedoch ein Treffen in Jerusalem zu. Lawrence wurde von ihm zu Abdallah entsandt, um diesen ebenfalls zu einem Treffen in Jerusalem zu überreden.
Am 24. März wurde der Konferenzort nach Jerusalem verlegt, auf dem Weg wurde Churchill in Gaza von antibritischen und antizionistischen Demonstrationen empfangen.

### Treffen mit Emir Abdallah

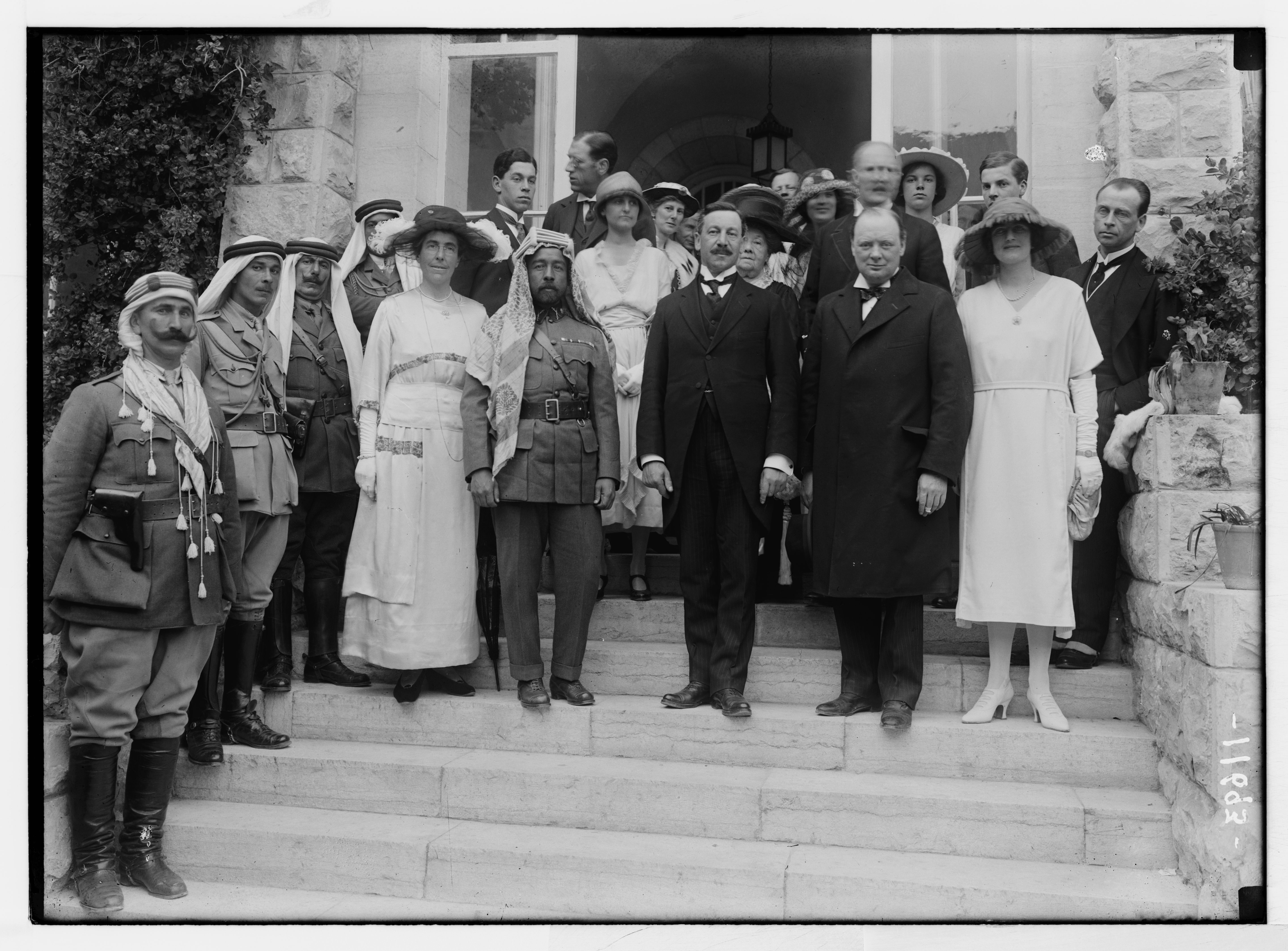
Abdallah, Samuel und Churchill (v. l. n. r.) am 28. März 1921 beim Empfang auf den Stufen des Auguste-Viktoria-Hospitals

Am 28. März fand ein Treffen Churchills mit Emir Abdallah statt. Churchill schlug vor, dass dieser die Kontrolle über Transjordanien als halbautonome arabische Provinz des Mandatsgebiets Palästina übernehmen sollte. Im Gegenzug sollte er die britische Oberhoheit anerkennen. Abdallah forderte ganz Palästina, andernfalls werde er eine Union zwischen Transjordanien und Irak anstreben. Churchill lehnte beides ab. Abdallahs Befürchtungen, die Küstengebiete würden zu einem exklusiv jüdischen Staat gemacht werden, suchte Churchill zu zerstreuen, indem er auf die Unmöglichkeit einer massiven jüdischen Immigration hinwies und die strikte Beachtung der Rechte der arabischen Bevölkerung versprach. Transjordanien würde von den pro-zionistischen Aspekten des Mandats ausgenommen werden. Hochkommissar Herbert Samuel äußerte dazu, die Frage einer jüdischen Regierung für Palästina stelle sich nicht. Den Arabern würde kein Land weggenommen und die islamische Religion würde in keiner Weise benachteiligt werden. Unter dem Versprechen einer britischen finanziellen Unterstützung sagte Abdallah zu, seinen Vormarsch Richtung Syrien einzustellen und für eine Probephase die Verwaltung Transjordaniens zu übernehmen.

### Treffen mit arabisch-palästinenischen Vertretern und Vertretern des Jüdischen Nationalausschusses
Nach dem Treffen mit Abdallah empfing Churchill eine Delegation der palästinensischen Nationalbewegung, geführt von Musa Kazim al-Husaini. Sie übergab ihm ein Memorandum, in dem scharfer Protest gegen die britische Politik in Palästina erhoben wurde. Großbritannien, unter finanziellem Druck aufgrund der Kriegskosten, habe ihr Land an die Zionisten verkauft. Damit nicht genug, habe man zudem einen Juden in das wichtigste Verwaltungsamt installiert, der auch noch ein ausgewiesener Zionist sei. Die Legitimität der Balfour-Deklaration und die Rechtmäßigkeit des Völkerbundmandats wurden bestritten.
Churchill nannte das Memorandum in seiner Erwiderung einseitig und voll von falschen Behauptungen. Die Gültigkeit der Balfour-Deklaration sei durch die alliierten Mächte und den Völkerbund bestätigt worden, der die Schaffung einer jüdischen Heimstatt in die Mandatsbestimmungen aufgenommen hatte. Die Araber Palästinas hätten von einer jüdischen Immigration nur zu gewinnen. Dass Palästina als nationale Heimstätte für das jüdische Volk dienen solle, bedeute nicht, dass dort andere Völker ihre Rechte verlören oder dass eine jüdische Regierung über sie herrschen solle. Herbert Samuel sei nicht wegen seiner Abstammung, sondern wegen seiner Ausbildung und Fähigkeiten ernannt worden. Eine Abänderung der britischen Politik wurde abgelehnt.
Auch der Nationalausschuss (hebräisch הַוַּעַד הַלְּאֻמִּי HaWaʿad haLəʾummī, deutsch ‚Nationalausschuss‘, Exekutivorgan der gewählten Repräsentantenversammlung der jüdischen Bevölkerung im Mandatsgebiet) übergab Churchill ein Memorandum. Dieses äußerte Dankbarkeit gegenüber der britischen Regierung und die Hoffnung, dass die Heimstätte in ihren „historischen Grenzen“ errichtet werden würde. Churchill äußerte im Namen der britischen Regierung die Überzeugung, dass sich das zionistische Projekt in Palästina positiv nicht nur auf das Land selbst, sondern auf das Schicksal der gesamten Welt und nicht nur auf die jüdische, sondern auch auf die arabische Bevölkerung auswirken würde. Man solle sich dennoch darauf einrichten, dass Kritik durch die Mehrheitsbevölkerung nicht ausbleiben werde. Er habe das Memorandum mit großem Interesse und mit Sympathie aufgenommen. In einer Rede an der Hebräischen Universität am 29. März äußerte Churchill sich im gleichen Sinne wie gegenüber den Vertretern des Nationalrates und betonte mit biblischen Anklängen die segensreiche Entwicklung, die er sich von der jüdischen Einwanderung versprach. Am nächsten Tag endete die Konferenz.

## Wichtige Teilnehmer

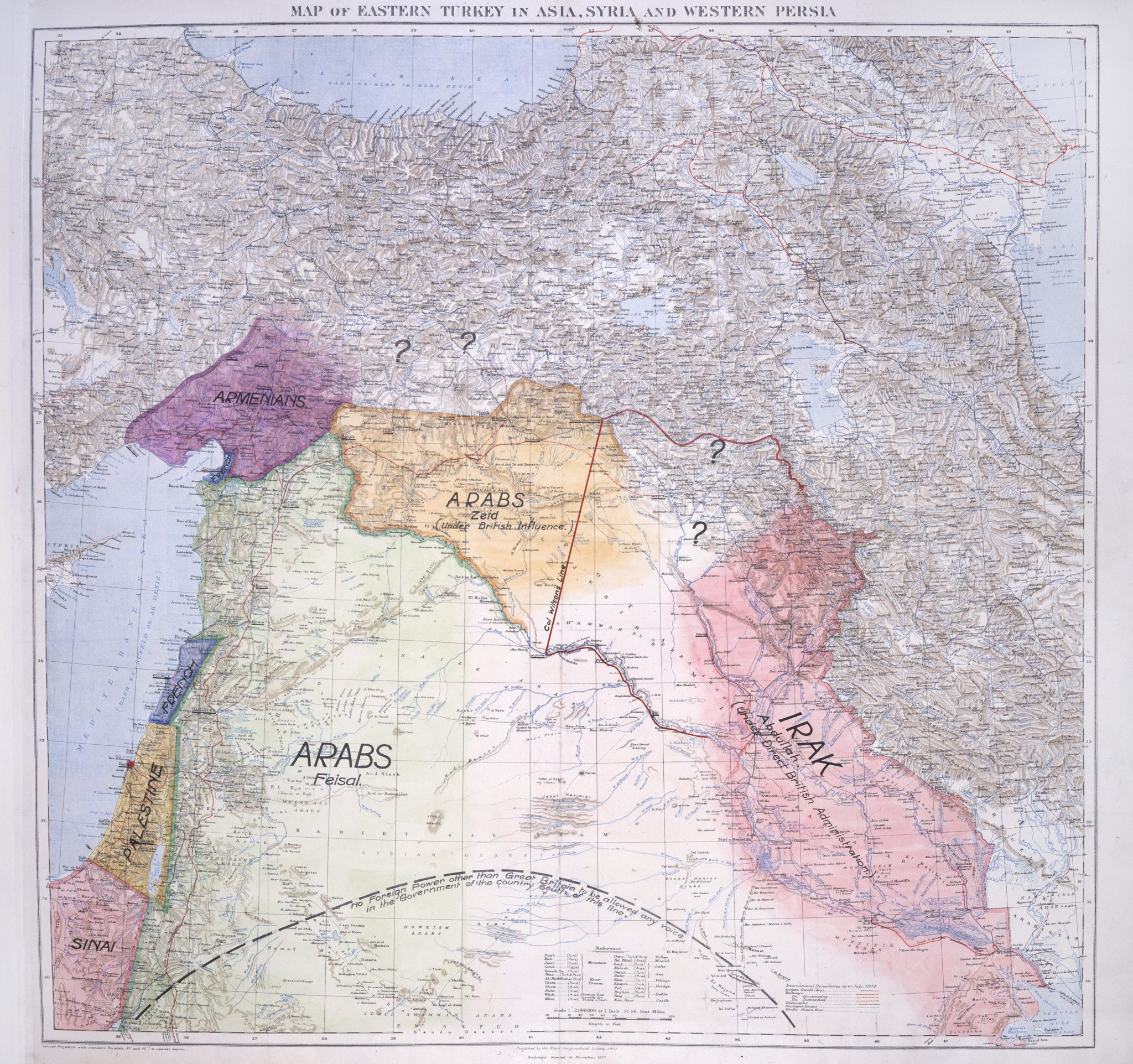
Karte der Scherifischen Lösung (arabisch: الحلول الشريفية) war der informelle Name für die post-osmanische britische Politik des Staatsaufbaus im Nahen Osten. Erstmals November 1918 von T.E. Lawrence dem Kriegskabinett vorgeschlagen. Der Plan sah vor, die drei jüngeren Brüder von Ali bin Hussein (1879–1935) (König des Hedschas und Scherif von Mekka) als Staatsoberhäupter im gesamten Nahen Osten einzusetzen. Dabei kam die Idee getrennter Regierungen für die mesopotamischen Araber und Armenier in Syrien zur Sprache. Der Plan wurde vom Kolonialminister Churchill nach der Kairoer Konferenz 1921 erlassen.

- Winston Churchill (1874–1965), Secretary of State for the Colonies
  - T. E. Lawrence (1888–1935), Sonderberater im Colonial Office
  - Major Hubert Young (1885–1950), Colonial Office
- Sir Herbert Samuel (1870–1963), Hochkommissar für Palästina
- Sir Percy Cox (1864–1937), Hochkommissar für den Irak
  - Gertrude Bell (1868–1926), Oriental Secretary beim Hochkommissar für den Irak
  - Jafar al-Askari (1885–1936), Verteidigungsminister in der provisorischen irakischen Regierung
  - Sassoon Eskell (1860–1932), Finanzminister in der provisorischen irakischen Regierung
- Feldmarschall Edmund Allenby, 1. Viscount Allenby (1861–1936), Hochkommissar für Ägypten
- Air Marshal Sir Hugh Trenchard (1873–1956), Chief of the Air Staff
- Air Vice-Marshal Sir Geoffrey Salmond (1878–1933), Air Officer Commanding, Middle East